# Svärmning
Svärm omdirigerar hit, för efternamnet med samma lydelse, se Svärm (efternamn).
Som term tillämpas svärmning särskilt på insekter, men kan också tillämpas på alla andra enheter eller djur som uppvisar svärmbeteende.

## Egenskaper
En insektssvärm är i likhet med ett fiskstim samordnad på ett eller flera sätt. Framför allt är det insekternas rörelsemönster som är väl synkroniserat.
Svärmar avger ofta ett tydligt hörbart surrande ljud. Även ljudet är ibland samordnat genom att merparten av insekterna samtidigt höjer frekvensen i återkommande stötar.
Svärmningen inträffar huvudsakligen under kväll och natt och är koncentrerad till områden där insekterna har möjlighet att söka skydd dagtid, exempelvis skogspartier. Många insekter är också beroende av närhet till våtmarker för äggläggningen

## Uppkomst
Insektssvärmar kan uppstå av många olika anledningar. Ibland fyller svärmen en särskild funktion, som exempelvis svärmning hos honungsbin. Svärmning utgör ofta en viktig del av parningsbeteendet, men kan även uppkomma utan annan anledning än att antalet insekter är väldigt stort. Detta är vanligt i ett subarktiskt klimat där framför allt stora mängder myggor och andra parasiter frodas under den korta sommaren. Insekterna försöker alltid dra nytta av närheten till varandra för att minska risken att bli uppätna av rovdjur. 